# Dicranomyia strobli
Dicranomyia strobli är en tvåvingeart som beskrevs av Félix Pagast 1941. Dicranomyia strobli ingår i släktet Dicranomyia och familjen småharkrankar. Inga underarter finns listade i Catalogue of Life.